# Примаченко, Владимир Васильевич
Влади́мир Васи́льевич Примаче́нко (укр. Володимир Васильович Примаченко, позывной — Херсон; 21 марта 1965, Кривой Рог — 5 июня 2022, Донецкая область) — украинский военнослужащий, старший сержант, участник российско-украинской войны. Герой Украины (8 июля 2023, посмертно).

## Биография
Родился и вырос в городе Кривой Рог на Днепропетровщине. Работал на разных предприятиях.
Срочную службу проходил на войне в Афганистане. Там 1,5 года служил бортовым механиком и пулемётчиком вертолёта Ми-8. По возвращении переехал в Херсон, где получил высшее образование по специальности «Менеджмент и управление персоналом».
Активный участник Революции достоинства. После начала революции достоинства отправился на площадь со словами: «Там творится история Украины, и я там должен быть». Входил в состав 8-й афганской сотни Самообороны Майдана.
Участвовал в войне на востоке Украины в составе 24-го отдельного штурмового батальона «Айдар».
Его позывным был «Херсон».
При вывозе раненых побратимов из-под окружённого Луганского аэропорта Владимир Примаченко получил осколочные ранения, долгое время проходил реабилитацию.
В 2015 году работал в Государственной службе по делам ветеранов; с июля 2019 года руководил киевским отделом Министерства по делам ветеранов Украины.
С началом полномасштабного российского вторжения снова на фронте. Участвовал в боевых действиях в качестве командира роты 242-го батальона ТрО.
Погиб в Донецкой области при выполнении боевого задания.
Похоронен на Лукьяновском кладбище.

## Награды
- Звание «Герой Украины» с удостоением ордена «Золотая Звезда» (8 июля 2023, посмертно) — за личное мужество и героизм, проявленные в защите государственного суверенитета и территориальной целостности Украины, верность военной присяге[3].
- Орден «За мужество» III степени (13 января 2023, посмертно) — за личное мужество и самоотверженные действия, проявленные в защите государственного суверенитета и территориальной целостности Украины, верность военной присяге[4].
- Медаль «За жертвенность и любовь к Украине».

## Память
В честь Примаченко названа одна из центральных улиц Херсона.